# Międzybrodzie

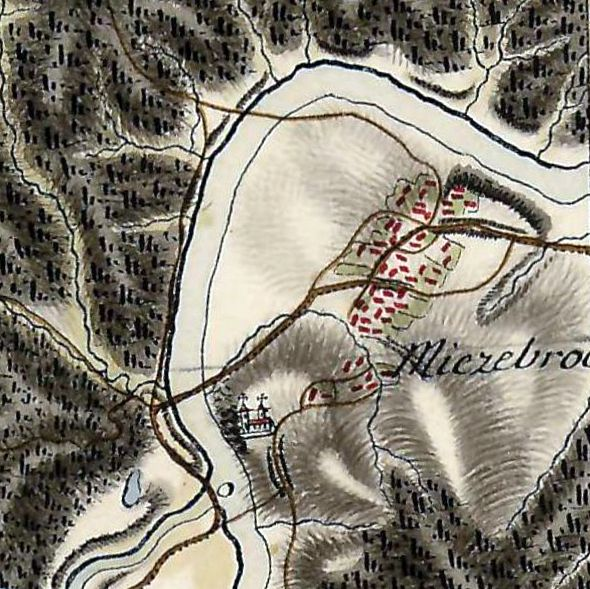
Międzybrodzie na mapie z 1783

Międzybrodzie – wieś w Polsce położona w województwie podkarpackim, w powiecie sanockim, w gminie Sanok. Leży nad rzeką San, w jej największym przewężeniu u podnóża Gór Słonnych.

## Części wsi
| SIMC    | Nazwa    | Rodzaj    |
| ------- | -------- | --------- |
| 0359385 | Za Sanem | część wsi |

## Historia
Wieś królewska położona na przełomie XVI i XVII wieku w ziemi sanockiej województwa ruskiego, w drugiej połowie XVII wieku należała do folwarku zasańskiego starostwa krośnieńskiego. W latach 1975–1998 miejscowość administracyjnie należała do województwa krośnieńskiego.
Według przedwojennych relacji podawanych przez mieszkańców wsi założyli ją koloniści niemieccy o nazwisku Wajtson, do których nazwisko przejęli zamieszkujący potem licznie w Międzybrodzie Wajcowicze. Przed 1939 jedno z dwóch miejscowych podań wiejskich głosiło, że przed laty w to miejsce przybył kolonista niemieckie - rybak Wajtson, który zbudował chatę na cyplu nad Sanem. Po nim przyszli inni i zamieszkali w tej okolicy. Według tego podania nazwa wsi pochodzi od wielu brodów, istniejących w tym rejonie na Sanie.
Położona w zakolu pierwszego ostrego zakrętu Sanu, na jego prawym brzegu (301 m), wzmiankowana po raz pierwszy w 1439 r., lecz posiadająca cechy dawnej osady. W średniowieczu ten odcinek doliny Sanu odgrywał ważną rolę łącznika z dalszą częścią doliny. Od strony wschodniej rozciąga się las miejski Selpy. Śladem ważnej roli komunikacyjnej jest nazwa wsi – Międzybrodzie. 
Wieś, jak i najbliższe otoczenie była częścią królewszczyzn. Od 1504 należała do wójtostwa sanockiego. Mieszkańcy odrabiali pańszczyznę na folwarku wójtowskim. Jako uposażenie wójtowskie z prawem mieszkańców do rybołówstwa na rzece San. 
Za czasów króla Augusta III potomkowie założycieli wsi, Wajtsowicze, zostali zwolnieni z danin oraz otrzymali tereny leśne (akt potwierdzający to trafił do muzeum w Sanoku).
W połowie XIX wieku posiadłości tabularne we wsi stanowiły własność rządową. W drugiej połowie XIX wieku właścicielami tabularnymi byli Zofia i Abisch Kanner, potem wskazani jako Abisch i Sosie Kanner. Na przełomie XIX/XX wieku właścicielem ziemskim w Międzybrodziu był Stanisław Nowak (w 1905 posiadał we wsi obszar leśny 229 ha, a w 1911 posiadał 212 ha).
W 1881 osada liczyła według wyznania 360 grekokatolików, 6 żydów i 11 rzymskich katolików. W 1936 we wsi mieszkało ok. 320 osób – Ukraińców i Starorusinów wyznania greckokatolickiego (Polaków nie było wśród mieszkańców). Była to ludność małorolna. W tym czasie mieszkańcy stosowali własne określenia dla części wsi: „Iłowat” (część za Sanem), „Pilnyk” i „Machlin” (błonie nad Sanem), „Poruba” (góra położona przed wsią).
Przed 1939 mieszkańcy wsi zajmowali się uprawą roli, hodowlą zwierząt, rybołówstwem oraz pracowali w kamieniołomie. Do tego czasu zostały założone czytelnie: Kaczkowskiego i Proswity. Celem kultu religijnego ludność uczęszczała do cerkwi w Sanoku. Poza cerkwią przed 1939 we wsi powstała kapliczka murowana. Przed 1939 komunikacja do wsi odbywała się drogą gromadzką, a także przez San - czółnem bądź kołowo brodami.
Po drugiej wojnie światowej jej mieszkańcy zostali wysiedleni bądź przesiedleni do ZSRR.
Przed 1994 miejscowość obejmowała 26 domów i przedzielona była doliną Sanu na dwie połowy, wschodnią i zachodnią.
W czerwcu 2010 roku odbyły się obchody jubileuszu 500-lecia istnienia Międzybrodzia. Zorganizowano je pod hasłem „500 Lat Dobrej Nowiny”.

## Archeologia
W marcu 2016 do Muzeum Historycznego w Sanoku trafił odkryty na terenie wsi zespół (skarb) żelaznych przedmiotów, składający się z pięciu sierpów, dwu noży oraz zachowanego w dwóch fragmentach wędzidła końskiego z pobocznicami. Znalezisko łączone jest  z obecnością na tym terenie materialną kulturą Celtów, których ślady, datowane wstępnie na ok. II w. p.n.e. odkryto w sąsiedniej Trepczy i Pakoszówce. Z okresu wpływów rzymskich (kultura przeworska), pochodzi również żelazna ostroga odkryta na terenie wsi.
Po drugiej stronie Sanu przy drodze z Trepczy do Mrzygłodu i historycznym szlaku, którym transportowano sól tyrawską,  między dwoma grodziskami w masywie Kopacza znajduje się zespół kilkudziesięciu kurhanów ciałopalnych datowanych od VII w n.e. Badania na tym stanowisku prowadzili m.in. Adam Vetulani i Michał Janusz Parczewski

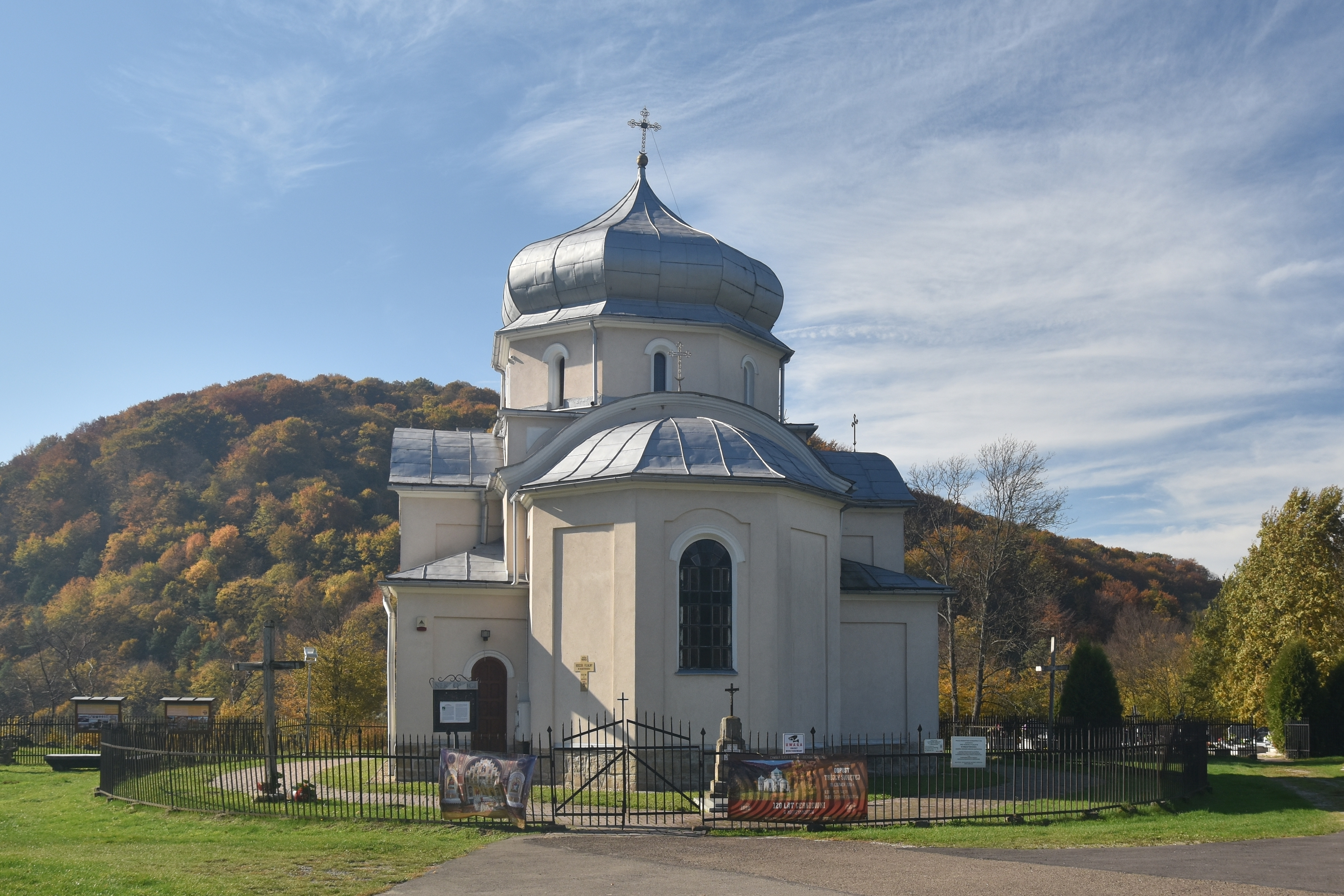
Cerkiew
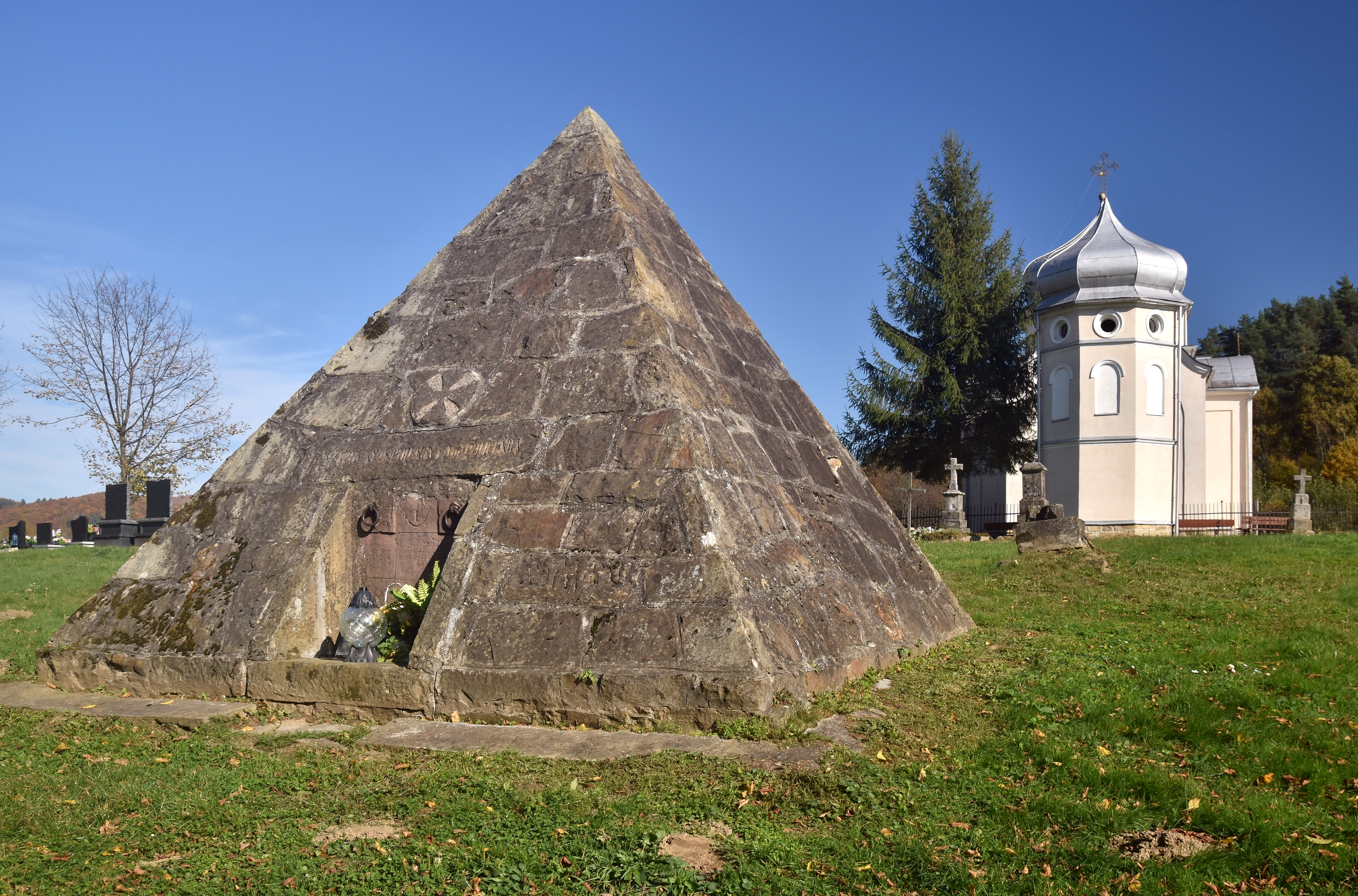
Grobowiec Kulczyckich
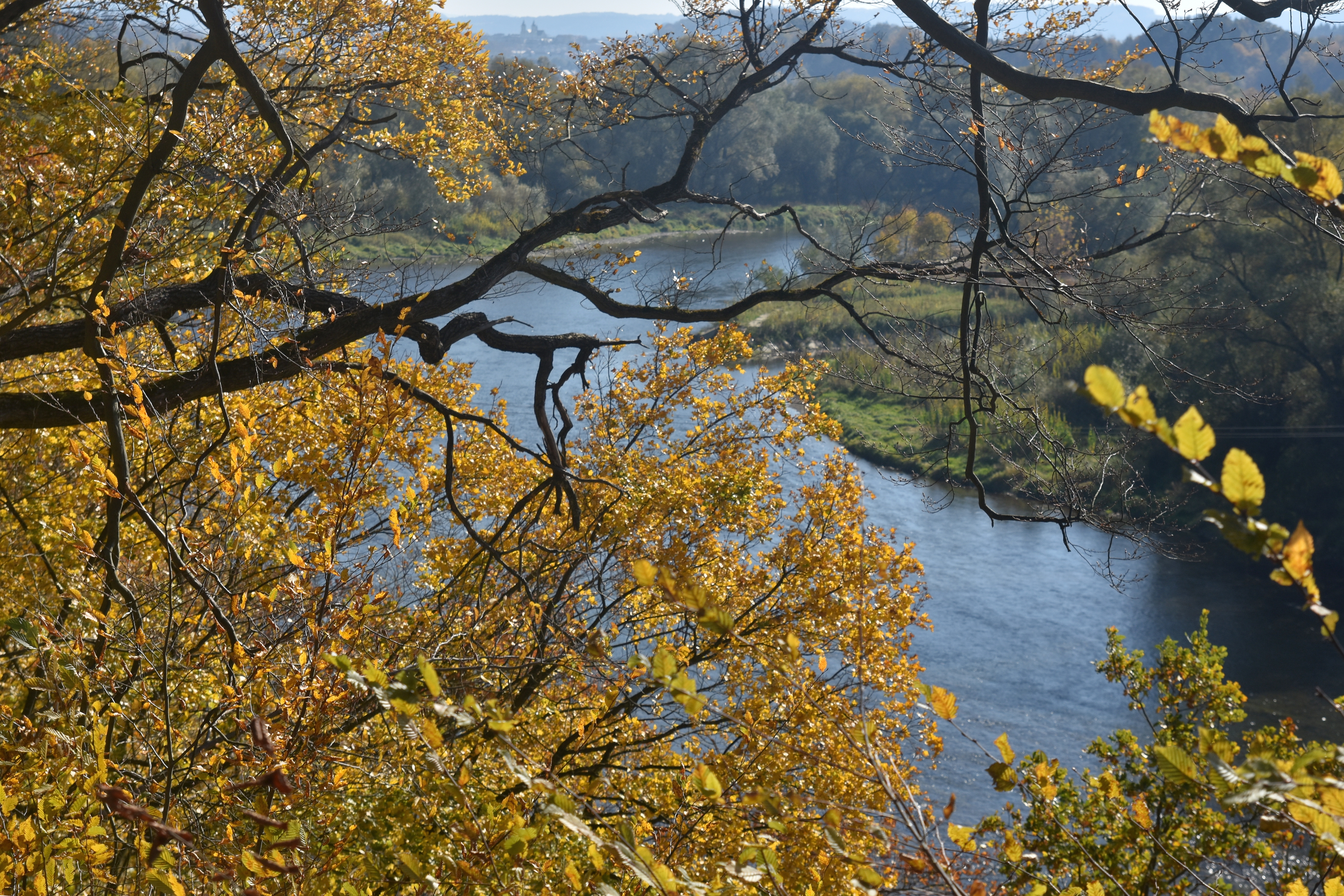
Przełom Sanu

## Religia i wyznawcy
Przed 1830 znajdowała się tu drewniana kaplica greckokatolicka pw. Ducha Świętego Capella Sancti Spiritus

1865 [...] W tej wiosce (Międzybrodzie p. autora), w małej dzwonnicy, koło starej drewnianej cerkiewki, uderza ta osobliwość, że w miejsce dzwonu zawieszona jest na łańcuchu sztaba żelaza, która uderzana młotem wydaje głośny dźwięk i za dzwon służy. [...] Bardzo dawno już temu na przeciwległej górze (Horodyszcze p. autora) stać miał klasztor mnichów obrządku greckiego, gdy ci nie bardzo pobożne i nie bardzo surowe pędzili życie, nagle cudowną mocą wraz z klasztorem zapadli się w ziemię, a na tem miejscu zostało tylko wklęśnięcie i nieco gruzów. Dobrze już później jakaś kobieta w pobożnej swojej wędrówce znalazła na tych gruzach żelazną szynę, podjęła ją i do pobliskiej ubogiej ofiarowała cerkiewki, gdzie nie było dzwonu.

## Zabytki
W miejscowości znajduje się: 
- murowana, cerkiew greckokatolicka Cerkiew Świętej Trójcy, obecnie kościół rzymskokatolicki pw. Trójcy Św. z 1901 r. z nietypowym ikonostasem; budynek ufundował doktor Aleksander Wajcowicz;
- na przykościelnym cmentarzu znajduje się piramidalny grobowiec rodów Kulczyckich i Dobrzańskich herbu Sas według projektu Iryny Dobrianskiej, siostrzenicy prof. Włodzimierza Kulczyckiego[40]. Jest to krypta grobowa w formie piramidy. Nad wejściem do krypty kamienny krzyż maltański. Piramida ma wysokość 3 m. i stanowi replikę piramidy Cheopsa w Gizie nieopodal Kairu[41], w wiernej proporcji 1:50 (pomysł stworzenia kształtu grobowca powstał po tym, jak Włodzimierz Kulczycki odwiedził osobiście egipską piramidę)[42]. Również wejście do wnętrza krypty grobowej przypomina niszę piramidy w Deir el-Medina[43][44]. W woj. podkarpackim podobne obiekty znajdują się tylko w Sanoku, Burdzach i Jankowicach, są jednak mniejsze[45]. Oprócz tego na cmentarzu jest kilka starych kamiennych nagrobków;
- na przeciwległym wzgórzu nad Sanem znajduje się odkryte w latach 80. wielokulturowe stanowisko archeologiczne z zabytkami kultury celtyckiej.

## Mieszkańcy
Nazwiska mieszkańców XIX wiek.: Biednik, Wajcowycz, Wancenko, Wajtko, Gierczak, Hryszko, Iwanik, Łakoś, Lesiejko, Lubenicz, Moskal, Nuncia, Pawliak, Popowicz, Pocztarz, Romanik, Romański, Tuna, Cap, Czesak, Czufin,

## Związani z wsią
- Teodozij Starak – ukraiński dysydent, działacz społeczny i dyplomata
- prof. dr Włodzimierz Kulczycki (1862-1936), rektor Akademii Weterynarii, kolekcjoner, pochowany na cmentarzu w Międzybrodziu[46][47]
- prof. dr Jerzy Kulczycki (1898-1974), archeolog, doktor filozofii, profesor Uniwersytetu Jana Kazimierza, pochowany na cmentarzu w Międzybrodziu
- Stanisław Nowak (-1919), właściciel dóbr we wsi
- dr Aleksander Wajcowicz (1825-1901), lekarz, powstaniec styczniowy, syberyski zesłaniec, fundator murowanej cerkwi międzybrodzkiej
- Jan Wajcowicz, budowniczy cerkwi

Poeta Janusz Szuber napisał wiersz odnoszący się do Międzybrodzia, pt. Alfabet kamieni, opublikowany w tomiku poezji pt. Apokryfy i epitafia sanockie z 1995.